# 布拉茨瓦夫省

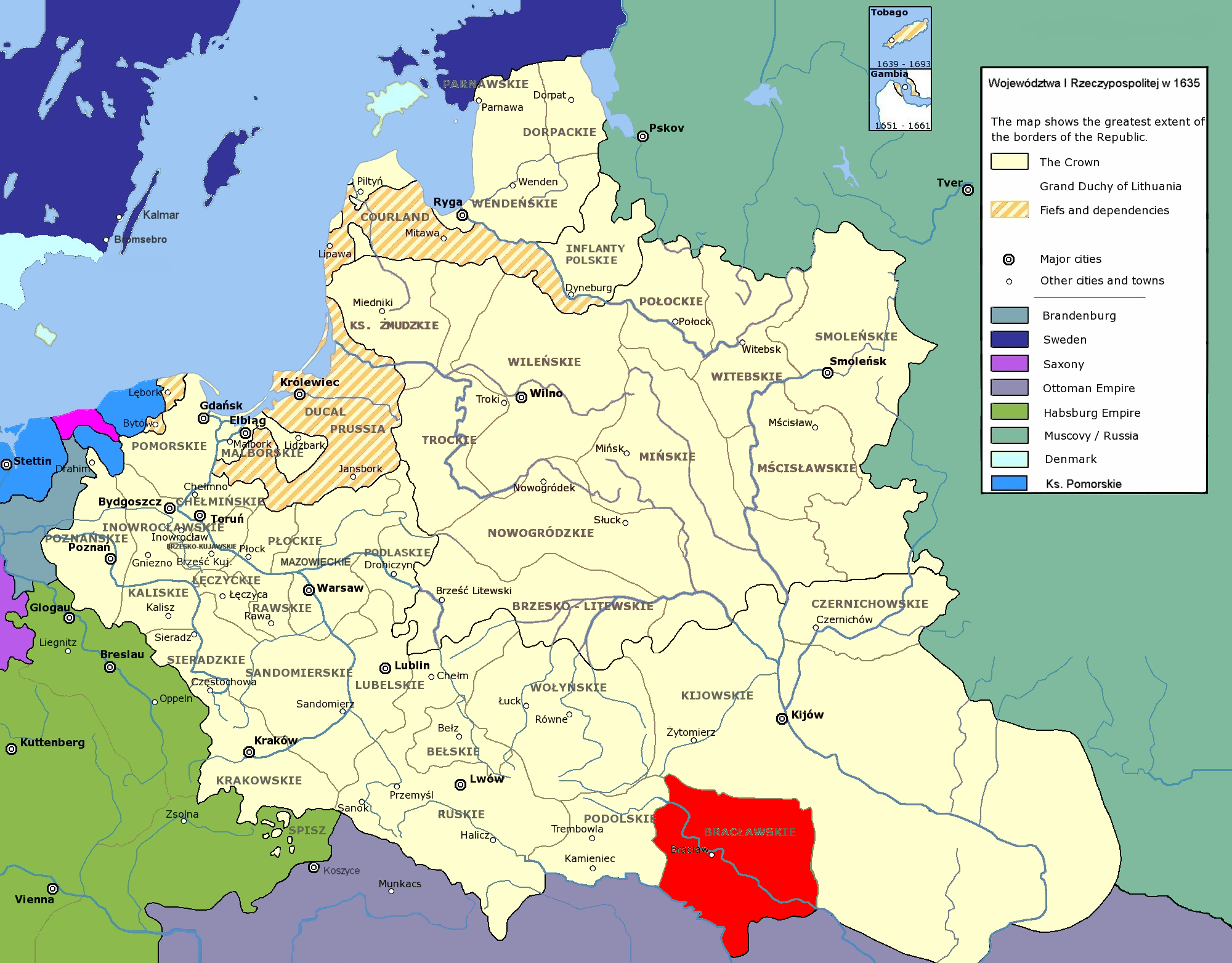
布拉克沃夫省在波兰立陶宛联邦的位置。布拉克沃夫省（红色区域）位于东南部，在地图上表为“Braclawskie”

布拉克沃夫省（波蘭語：Województwo Bracławskie）在1566年到1569年为立陶宛大公国，在1569年到1793年（或1795年）为波兰立陶宛联邦的行政区划和地方政府。和波多尔省共为历史行省波多利亚的组成部分。它于1672年至1699年由奥斯曼帝国统治。现在该地区属于乌克兰。

## 政府部门所在地
省总督（Wojewoda）所在地：
- 布拉克沃夫（现为布拉兹拉夫）

全鲁塞尼亚地区议会（sejmik generalny）所在地
- 萨多瓦-维兹尼亚

地区议会（sejmik poselski i deputacki）所在地
- 文尼察

## 行政区划
| 行政区划     | 波兰语地名        | 首府       |
| 布拉克沃夫县 | Powiat bracławski | 布拉克沃夫 |
| 文尼察县     | Powiat winnicki   | 文尼察     |

## 总督
- 亚历山大·加斯沃夫斯基（1628年－？）
- 斯坦尼斯瓦夫·“若沃拉”·波托茨基（1631年－1636年）
- 安德热·波托茨基（1662年）
- 斯坦尼斯瓦夫·鲁伯米尔斯基（1764-？）

## 临近省份和地区
- 波多尔省
- 基辅省
- 耶迪桑
- 摩尔达维亚